# Franz Jesser

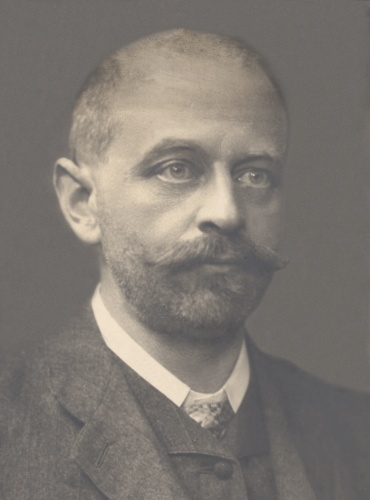
Franz Jesser, ca. 1925

Franz Jesser (* 1. Juli 1869 in Zwittau, Mähren; † 16. März 1954 in Frankfurt am Main) war ein sudetendeutscher Publizist und deutschnationaler Politiker in Österreich-Ungarn und der Tschechoslowakei. Er war von 1907 bis 1918 Abgeordneter zum Reichsrat und von 1920 bis 1933 Mitglied des tschechoslowakischen Senats.

## Leben
Als Sohn des Kaufmanns Franz Jesser und seiner Ehefrau Marie Koller besuchte er die Volksschule in Zwittau, das Untergymnasium in Mährisch Schönberg und das Obergymnasium in Mährisch Trübau. Von 1888 bis 1892 studierte er an der deutschen Universität Prag Geschichte, deutsche Literatur, Geographie und Kunstgeschichte, blieb aber ohne Abschluss. Von 1892 bis 1893 leistete er seinen Militärdienst als Einjährig-Freiwilliger. Danach diente er als Reserve-Offizier in der k.u.k. Armee.
Jesser war ab 1898 Wanderlehrer im Bund der Deutschen in Böhmen, leitete dessen Bundesbücherei und gab den Bundeskalender heraus. Er stand seit dem Beginn seiner politischen Tätigkeit der alldeutschen Bewegung Georg Ritter von Schönerers nahe. Außerdem pflegte er enge Kontakte mit wichtigen Vertretern der 1903 gegründeten Deutschen Arbeiterpartei in den böhmischen Ländern (Vorläuferin der DNSAP), v. a. mit Hans Knirsch. Jesser führte den zuvor nur selten gebrauchten Begriff „sudetendeutsch“ in die politische Diskussion ein, der sich nach 1918 rasch als Sammelbegriff für die Deutschen der böhmischen Länder durchsetzte. Nach Brügel verwendete Jesser erstmals diesen neuen Begriff im Jahre 1902 in einem Aufsatz.
1905 wurde er Sekretär der Deutschen Agrarpartei in Böhmen, die er von 1907 bis 1911 als Abgeordneter des Wahlkreises Böhmen 111 im Reichsrat in Wien vertrat (XI. Legislaturperiode). 1911 wechselte er zur Deutschen Volkspartei, für die er bis zur Auflösung der Habsburgermonarchie 1918 als Abgeordneter des Wahlkreises Mähren 8 dem Reichsrat angehörte (XII. Legislaturperiode). Daneben war er von 1911 bis 1918 Kurator der von Oswald Ottendorfer gestifteten Freien Volksbibliothek in Zwittau. Von 1911 bis 1919 war er Herausgeber der Deutschen sozialen Rundschau (ab 1913 unter dem Titel Deutsch-Österreich. Deutsche soziale Rundschau) in Wien. Ab 1913 gab er zudem mit Hermann Ullmann die Zeitschrift Deutsche Arbeit. Monatszeitschrift für das geistige Leben der Deutschen in Böhmen heraus.
Nach dem Ersten Weltkrieg gehörte er 1918/19 als Vertreter des Verbandes der deutschnationalen Parteien der Provisorischen Nationalversammlung für Deutschösterreich an. In dieser Zeit betätigte er sich auch als Herausgeber der Zeitschrift Der Weg. Blätter für das junge Deutschösterreich. Im Vertrag von Saint-Germain 1919/20 wurden auch die überwiegend von Deutschen besiedelten Gebiete der böhmischen Länder der Tschechoslowakischen Republik zugeordnet. Jesser war von 1920 bis 1933 als Vertreter der deutschen Minderheit und Mitglied der Deutschen Nationalsozialistischen Arbeiterpartei (DNSAP) Senator in der tschechoslowakischen Nationalversammlung in Prag. Im Jahre 1928 verlieh ihm die Deutsche Universität in Prag die Ehrendoktorwürde zum Dr. Phil. h. c.
Von 1919 bis 1939 war Jesser Mitglied des Büchereirats, 1933–1945 Ehrenkurator, ab 1941 auch Leiter der Verwaltungsgeschäfte der Ottendorferschen Volksbibliothek in Zwittau. Nach der Annexion des Sudetenlandes durch das nationalsozialistische Deutsche Reich infolge des Münchner Abkommens beantragte er am 6. Januar 1939 die Aufnahme in die NSDAP und wurde rückwirkend zum 1. November 1938 aufgenommen (Mitgliedsnummer 6.539.208).
Nach dem Zweiten Weltkrieg wurden die Deutschen aus der Tschechoslowakei vertrieben. Danach war Jesser Mitarbeiter der katholischen Ackermann-Gemeinde in München. In der Einleitung zu seinen 1983 vom Münchner Sudetendeutschen Archiv herausgegebenen Memoiren wurde er als „Volkstumspolitiker“ und „einer der wenigen politischen Theoretiker des Sudetendeutschtums“ bezeichnet.

## Publikationen
- Was sollen die Deutschen in Österreich anstreben? In: Österreichische Rundschau, Bd. 48 (Juli–Sept. 1916), S. 145–155.
- Organisation und Partikuralismus in Österreich. In: Österreichische Rundschau, 1917, S. 6.
- Größe, Volkszahl und nationale Verhältnisse des Schönhengstgaues, 1919.
- Katalog der Ottendorferschen Volksbücherei in Zwittau.
- Kulturgeographie des deutschen Volkes.
- Volkstumskampf und Ausgleich im Herzen Europas. Erinnerungen eines sudetendeutschen Politikers, aufgezeichnet von Arthur Herr, Nürnberg 1983.